# Jalgaon
För andra betydelser, se Jalgaon (olika betydelser).
Jalgaon är en stad i västra Indien och är belägen i delstaten Maharashtra. Den är administrativ huvudort för distriktet Jalgaon och beräknades ha lite mer än en halv miljon invånare 2018. 